# Lavars
Lavars ist eine französische Gemeinde mit 164 Einwohnern (Stand: 1. Januar 2022) im Département Isère in der Region Auvergne-Rhône-Alpes (vor 2016: Rhône-Alpes). Sie gehört zum Arrondissement Grenoble und zum Kanton Matheysine-Trièves.

## Geographie
Die Gemeinde Lavars liegt in der Landschaft Trièves, etwa 38 Kilometer südsüdwestlich von Grenoble. Im Nordwesten wird die Gemeinde vom Drac begrenzt, der hier zum Lac de Monteynard aufgestaut wird und in den hier der mit aufgestaute Ébron mündet, der die Gemeinde im Westen und Nordwesten begrenzt. Umgeben wird Lavars von den Nachbargemeinden Roissard im Nordwesten und Norden, Treffort im Norden, Mayres-Savel im Nordosten, Cornillon-en-Trièves im Osten, Percy im Süden und Südwesten, Clelles im Südwesten und Westen sowie Saint-Martin-de-Clelles im Nordwesten. Die höchste Erhebung im Gemeindegebiet von Lavars ist der Gipfel des 1080 m hohen Serre de la Fayrolle.

## Bevölkerungsentwicklung
| Jahr                       | 1962 | 1968 | 1975 | 1982 | 1990 | 1999 | 2006 | 2012 | 2021 |
| -------------------------- | ---- | ---- | ---- | ---- | ---- | ---- | ---- | ---- | ---- |
| Einwohner                  | 101  | 100  | 105  | 104  | 117  | 113  | 127  | 150  | 156  |
| Quellen: Cassini und INSEE |      |      |      |      |      |      |      |      |      |

## Sehenswürdigkeiten
- Kirche Nativité-de-Notre-Dame
- Herrenhaus von Lavars aus dem 16. Jahrhundert
- Burg Brion aus dem 12. Jahrhundert
- zwei Fußgänger-Hängebrücken

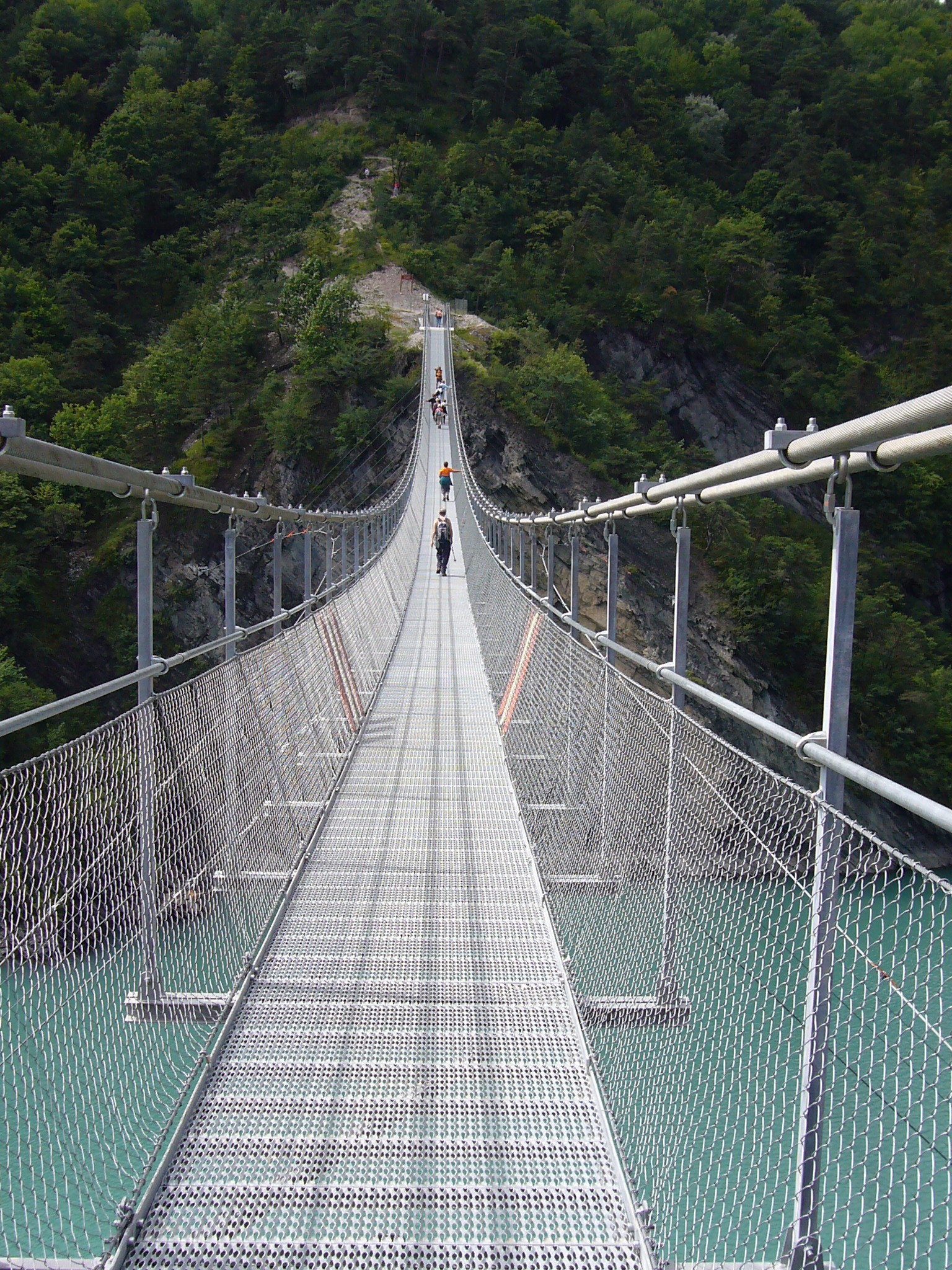
Fußgänger-Hängebrücke über den Drac
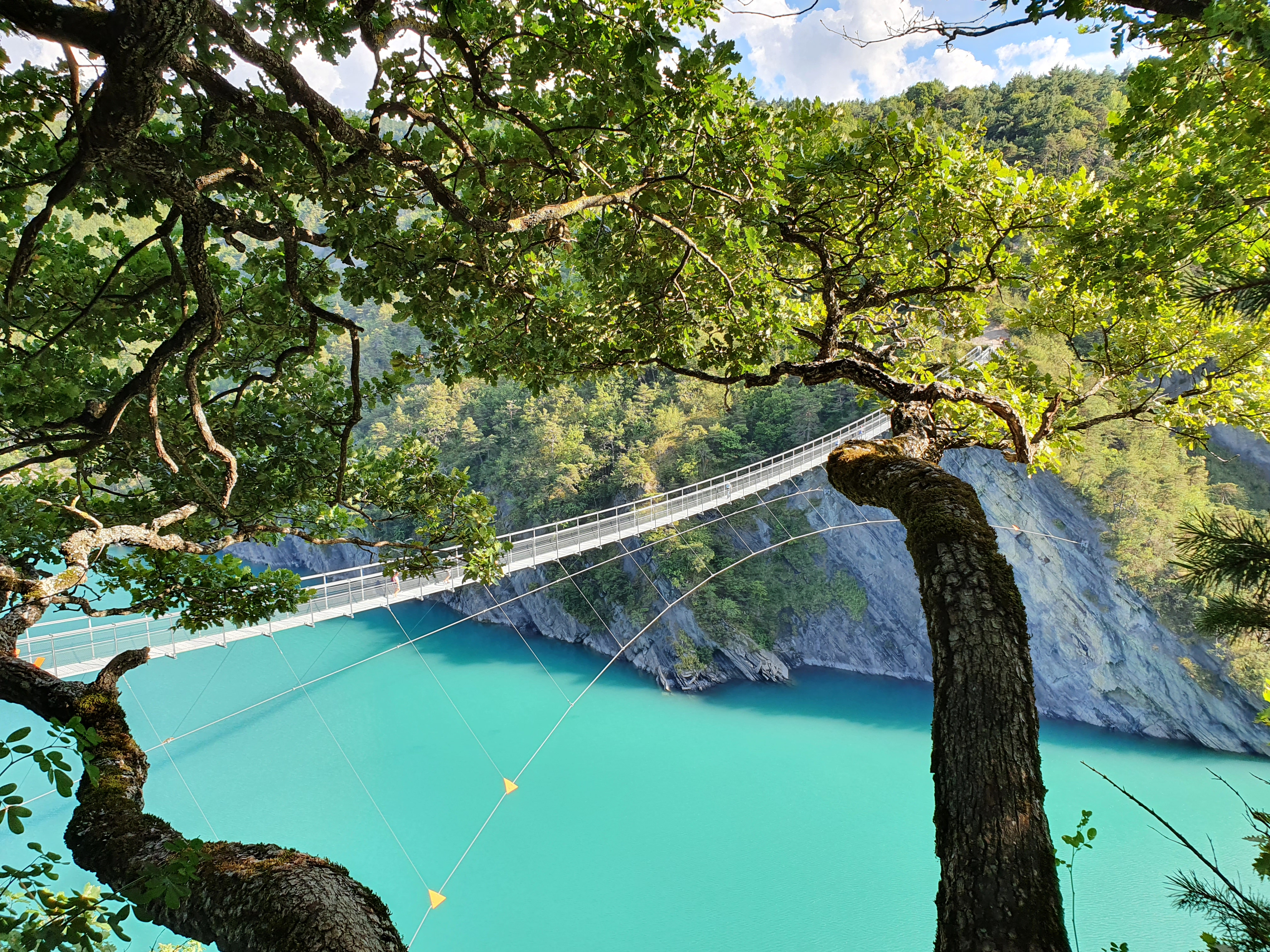
Fußgänger-Hängebrücke über den Ébron